# Ceriomydas darlingtoni
Ceriomydas darlingtoni is een vliegensoort uit de familie Mydidae. De wetenschappelijke naam van de soort is voor het eerst geldig gepubliceerd in 1974 door Papavero & Wilcox.
De soort komt voor in de Dominicaanse Republiek.